# 르네 드 소쉬르
르네 드 소쉬르(프랑스어: René de Saussure, 1868년 3월 17일 ~ 1943년 12월 2일)는 스위스의 수학자이자 에스페란티스토이다. 에스페란토의 문법에 기여하였다. 유명한 언어학자 페르디낭 드 소쉬르의 동생이다.

## 생애
1868년 3월 17일 제네바에서 태어났다. 형 페르디낭 드 소쉬르는 유명한 언어학자였다. 직업으로, 르네 드 소쉬르는 수학 교수였다.
1907년 스페스밀로라는 국제 화폐를 제안하였다.
이도의 도입에 대한 반작용의 일환으로, 드 소쉬르는 에스페란토의 형태론에 대한 이론을 발표하였다. 루이 드 보프롱과 루이 쿠튀라 및 다른 이도 지지자들은 에스페란토의 형태론이 비논리적이며, 소위 ‘가역성의 원리’(에스페란토: principo de renversebleco)를 따르지 않는다고 주장하였다. 이에 대항하여 드 소쉬르는 에스페란토의 형태론이 일련의 논리적 원리들을 따르며, 이를 필요성의 원리(에스페란토: principo de neceso)와 충분성의 원리(에스페란토: principo de sufiĉo)라고 명명하였다 (eo:Neceso kaj sufiĉo). 이는 에스페란토 언어 위원회(에스페란토: Lingva Komitato, 현 에스페란토 학술회의 모체)가 1913년 5월 발표하였다. 이 이론을 정리하여 드 소쉬르는 1915년 베른에서 책 《에스페란토 형태론의 기본 원리》(에스페란토: Fundamentaj Reguloj de la Vort-teorio en Esperanto)를 발표하였다.
1907년부터 드 소쉬르는 ‘안티도’(Antido, 반(反) 이도)라는 가명 아래 에스페란토의 개량안들을 고려하기 시작하였다. 1917년에는 ‘에스페란티도’(Esperantido)라는, 1920년에는 ‘안티도’(Antido)라는 인공어를 발표하였다. 이는 에스페란토와 이도 사이의 절충안으로 여겨진다. 처음에 드 소쉬르는 이를 단지 에스페란토의 방언으로 여겼으나, 제17차 세계 에스페란토 대회가 제네바에서 열린 뒤 한 달도 되지 않은 1925년 9월 1일에 더 이상 스스로를 에스페란티스토로 여기지 않는다고 공언하였고, ‘노브에스페란토’(Nov-Esperanto)라는 새로운 인공어를 발표하였다. 에스페란토기가 흰 바탕에 녹색 별이 있는 것과 반대로, 노브에스페란토의 기는 녹색 바탕에 흰 별을 가졌다. 이러한 활동 때문에 드 소쉬르는 에스페란토 학술회에서 탈퇴당했고, 또 이도 지지자들로부터도 외면받았다.
1943년 12월 2일 베른에서 사망하였다.
컬로처이 칼만은 드 소쉬르에 대하여 시로서 다음과 같이 평했다.
| “ | 소쉬르, 순수하고 명확한 정신이여, 항상 무언가를 계획하는 이여, 그의 눈은 마치 광원(光源)처럼 단어 구조를 비춘다네 Saussure, — la pura, klara Mens’, La projektinto, projektonto, Trabrilis, kvazaŭ lumofonto La vortstrukturon lia Lens’. | ” |
|   | — 컬로처이 칼만, 《Rimportretoj》 |   |